# Olfa Lamloum
Olfa Lamloum (né en 1966) est une chercheuse politologue franco-tunisienne membre de l'Institut français du Proche-Orient (IFPO) à Beyrouth depuis 2007.

## Biographie

### Cursus universitaire franco-tunisien
Née en 1966 en Tunisie, elle y a vécu jusqu’à 1993. Elle y a milité dans les mouvements féministes et étudiants et y a obtenu une maîtrise en sciences économiques (1991) et un diplôme de l'École nationale d'administration (ENA) de Tunis (section Finances et Fiscalité, 1992).
En 2001 elle a soutenu une thèse en science politique à l'université Paris-VIII ayant pour sujet : La politique extérieure française et la montée de l'islamisme au Maghreb (Algérie, Tunisie 1987-1995).

### Recherches
De 2000 à 2002 elle collabore à l’hebdomadaire Courrier international en tant que chef de service Moyen-Orient puis chef de la rubrique Afrique. Entre 2003 et 2007 elle est coordinatrice de programme de l’Institut Panos Paris : Médias et conflits dans l’espace arabo-musulman. Elle s'intéresse à l'impact des chaines satellitaires arabes et à la place des femmes dans le discours des islamistes.
Elle enseigne entre 2002 et 2007 la géopolitique au sein du département des sciences de l’information et de la communication à l'université Paris-Nanterre, UFR « littérature, langage et philosophie ».
De 2003 à 2007, Olfa Lamloum est codirectrice de la revue Confluences Méditerranée.

### Naturalisation mouvementée
Elle est privée de son passeport tunisien depuis 1999 en raison de son engagement en faveur des droits de l'homme en Tunisie. Chargée de cours à l'université Paris X, elle reçoit son décret de naturalisation le 21 décembre 2004 à la préfecture de Seine-Saint-Denis, lors d'une cérémonie républicaine. Elle assiste alors à l'exclusion de cinq femmes portant un foulard. qui ne peuvent accéder au salon d'honneur, parce qu'elles ne voulaient pas ôter leur voile ou leur bandana. Elle porte alors l'affaire sur la place publique et publie un communiqué. Cette attitude lui vaut de recevoir de nombreuses lettres anonymes d'injures islamophobes.